# Sphaerodactylus scaber
Sphaerodactylus scaber е вид влечуго от семейство Sphaerodactylidae. Видът не е застрашен от изчезване.

## Разпространение
Разпространен е в Куба.